# Alessandro Canale
Alessandro Canale (Mantova, 15 maggio 1969) è un ex altista italiano, che vanta un primato personale di 2,25 m e tre titoli italiani consecutivi conquistati tra il 1996 e il 1997.

## Biografia
Atleta azzurro di salto in alto, nato a Mantova il 15 maggio 1969 è cresciuto nelle categorie giovanili con il CUS Roma per poi approdare nella fase di maturità atletica alla SNAM di Milano. Ha al suo attivo tre titoli italiani consecutivi.
Al termine della carriera sportiva nel 1999 portando con sé il proprio staff ha fondato e diretto Take-Off srl, agenzia per lo sviluppo della prestazione sportiva di alto livello. 
Ha collaborato con atleti di altissimo livello in molti sport tra cui Andrea Bargnani primo giocatore di Basket europeo a diventare prima scelta nel campionato NBA.
Attraverso Take-OFF rinominata Procom Sport srl ha in seguito collaborato con ADIDAS Italia nell'aera Sports Marketing come consulente per le scelte di investimento su atleti di talento ed organizzazioni sportive. Dal 2003 è stato responsabile dell'area di produzione televisiva del gruppo Procom.
Sempre per Procom ha gestito le produzioni per la Tv di bordo di Alitalia. Di seguito fonda Blend Media, con cui dà vita ad atletica.tv, prima come progetto privato, poi diventata la webtv ufficiale della Federazione Italiana di Atletica Leggera.

## Campionati nazionali

### Titoli
- 1987 Campione italiano studentesco
- 1988 Campione italiano juniores
- 1994 Campione italiano universitario
- 1995 Campione italiano universitario
- 1996 Campione italiano assoluto
- 1997 Campione italiano assoluto indoor
- 1997 Campione italiano assoluto

## Migliori prestazioni
- 2,25 Golden Gala 1994 (Roma)
- 2,25 Campionati Italiani assoluti 1996 (Bologna)
- 2,24 European Cup 1996 (Madrid)

## Allenatori
- 1980-1987 Abele Gambuti
- 1988-1990 Ermanno Spadaro
- 1991-1993 Mauro Astrua
- 1994-1996 Ermanno Spadaro
- 1997-1999 Robert Zotko